# Bowie thiesi
Espèce
Bowie thiesi est une espèce d'araignées aranéomorphes de la famille des Ctenidae.

## Distribution
Cette espèce est endémique de la province de Madang en Papouasie-Nouvelle-Guinée,. Elle se rencontre vers Madang.

## Description
La carapace du mâle holotype mesure 5,9 mm de long sur 4,2 mm et l'abdomen 4,4 mm de long sur 2,5 mm.

## Systématique et taxinomie
Cette espèce a été décrite par Peter Jäger en 2022.

## Étymologie
Cette espèce est nommée en l'honneur de Thies Münther, qui a fait connaitre David Bowie à Peter Jäger.

## Publication originale
- Jäger, 2022 : « Bowie gen. nov., a diverse lineage of ground-dwelling spiders occurring from the Himalayas to Papua New Guinea and northern Australia (Araneae: Ctenidae: Cteninae). » Zootaxa, no 5170(1), p. 1-200.